# 見性寺 (徳島県藍住町)

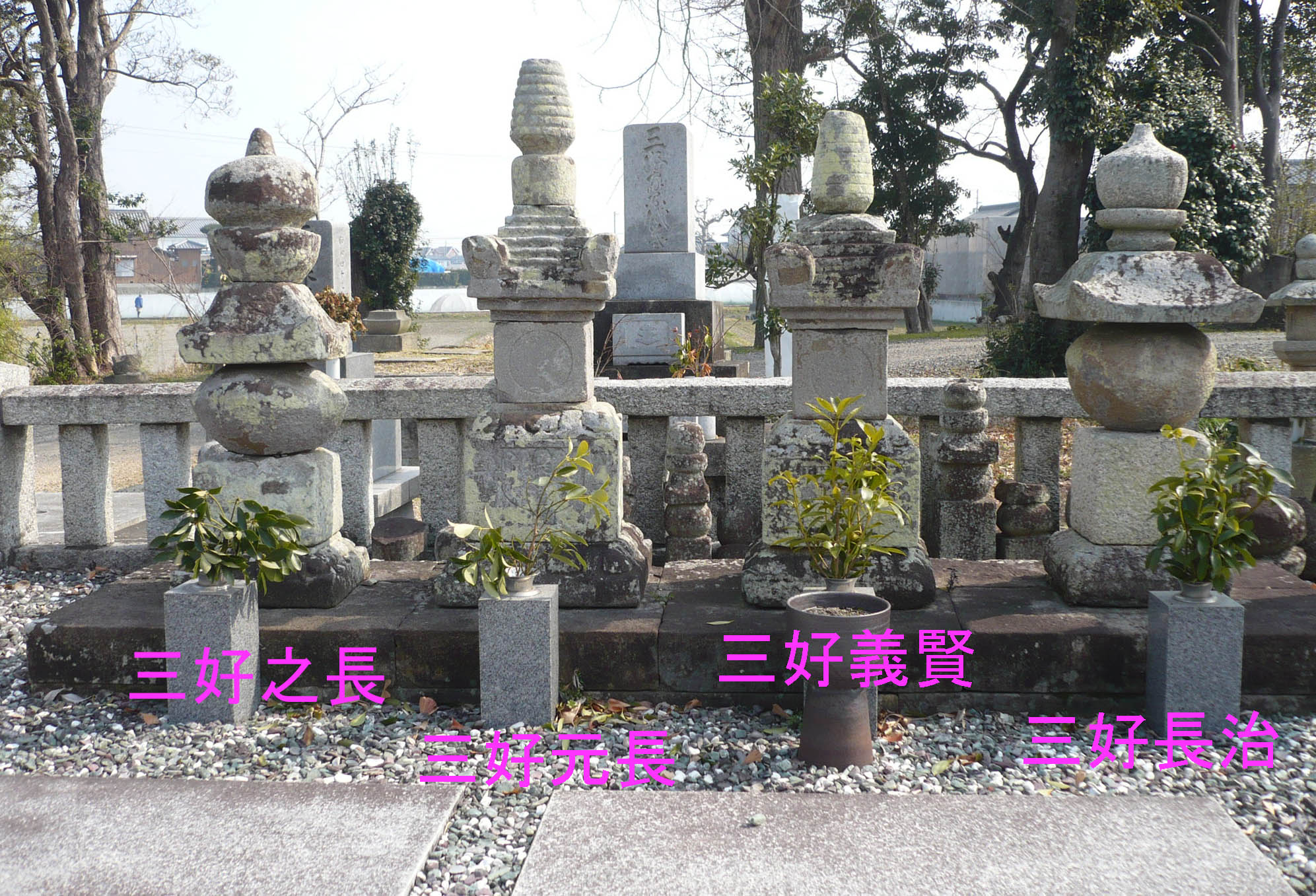
見性寺に建つ三好氏代々の墓

見性寺（けんしょうじ）は、徳島県板野郡藍住町にある臨済宗妙心寺派の寺院である。山号は竜音山。本尊は釈迦牟尼。三好氏の菩提寺で勝瑞城址が残る。阿波西国三十三観音霊場第九番札所。

## 歴史
1249年（宝治3年）、翠桂によって岩倉に開山。永正年間（1504年-1521年）に現在の勝瑞に移る。
鎌倉時代初期には境内に勝瑞城が築城され、室町時代には阿波国の守護・細川氏と戦国大名の三好氏の本拠となる。

## 文化財

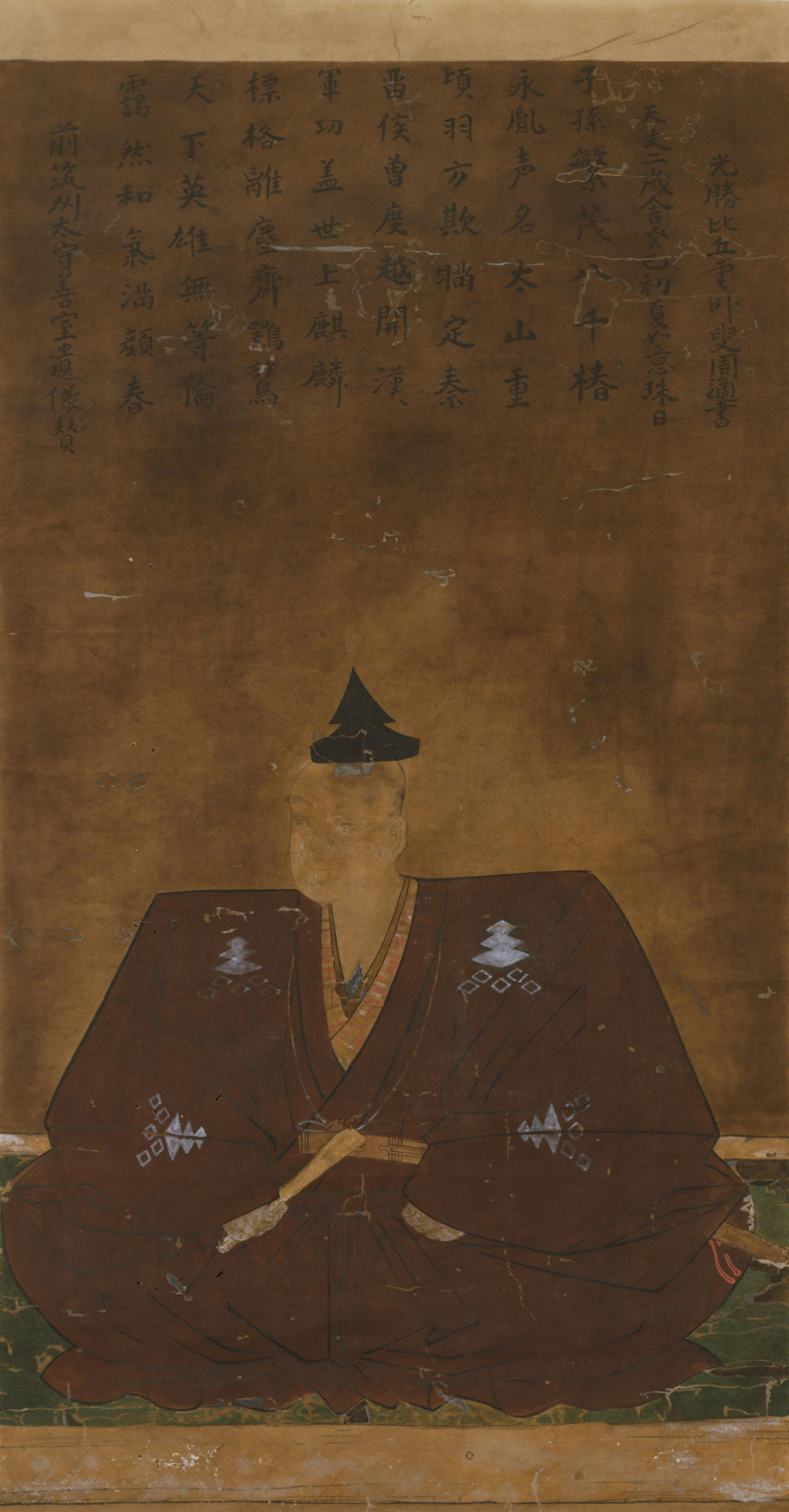
三好長基像
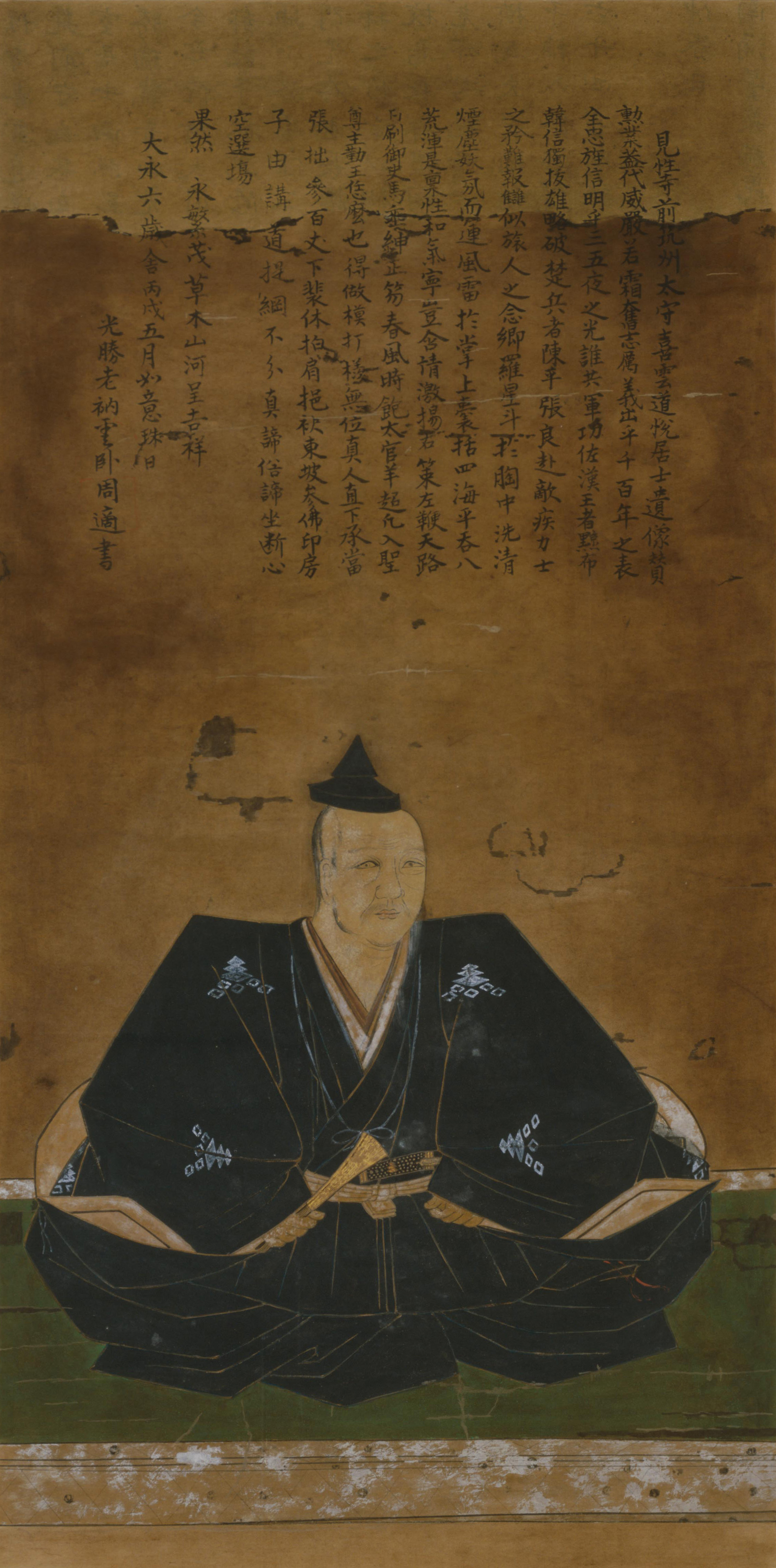
三好長暉像

三好長基像
- 徳島県指定文化財。

三好長暉像
- 徳島県指定文化財。

勝瑞義家碑
- 藍住町指定文化財。

勝瑞城跡（一部境内）
- 国指定史跡。

- 三好長基像
- 三好長暉像

## 墓所
三好家墓所
- 三好之長
- 三好元長
- 三好実休
- 三好長治

## 交通
- JR高徳線「勝瑞駅」より徒歩約10分。